# Les Fauves (film, 1923)
Pour les articles homonymes, voir Les Fauves et White Tiger.
Pour plus de détails, voir Fiche technique et Distribution.
Les Fauves (titre original : White Tiger) est un film américain réalisé par Tod Browning, sorti en 1923.

## Synopsis
Trois escrocs réussissent un magnifique coup et alors qu'ils sont obligés de se cacher ensemble, ils commencent peu à peu à se méfier les uns des autres.

## Fiche technique
- Titre original : White Tiger
- Titre français : Les Fauves
- Réalisation : Tod Browning
- Scénario : Tod Browning et Charles Kenyon
- Photographie : William Fildew
- Société de production : Universal Pictures
- Pays d'origine : États-Unis
- Format : Noir et blanc - 1,33:1 - Film muet
- Genre : drame
- Date de sortie : 1923

## Distribution
- Priscilla Dean : Sylvia Donovan
- Matt Moore : Dick Longworth
- Raymond Griffith : Roy Donovan
- Wallace Beery : Comte Donelli / Hawkes
- Alfred Allen : Mike Donovan
- Lillian Langdon (non créditée) : une invitée de la fête